# خلدة

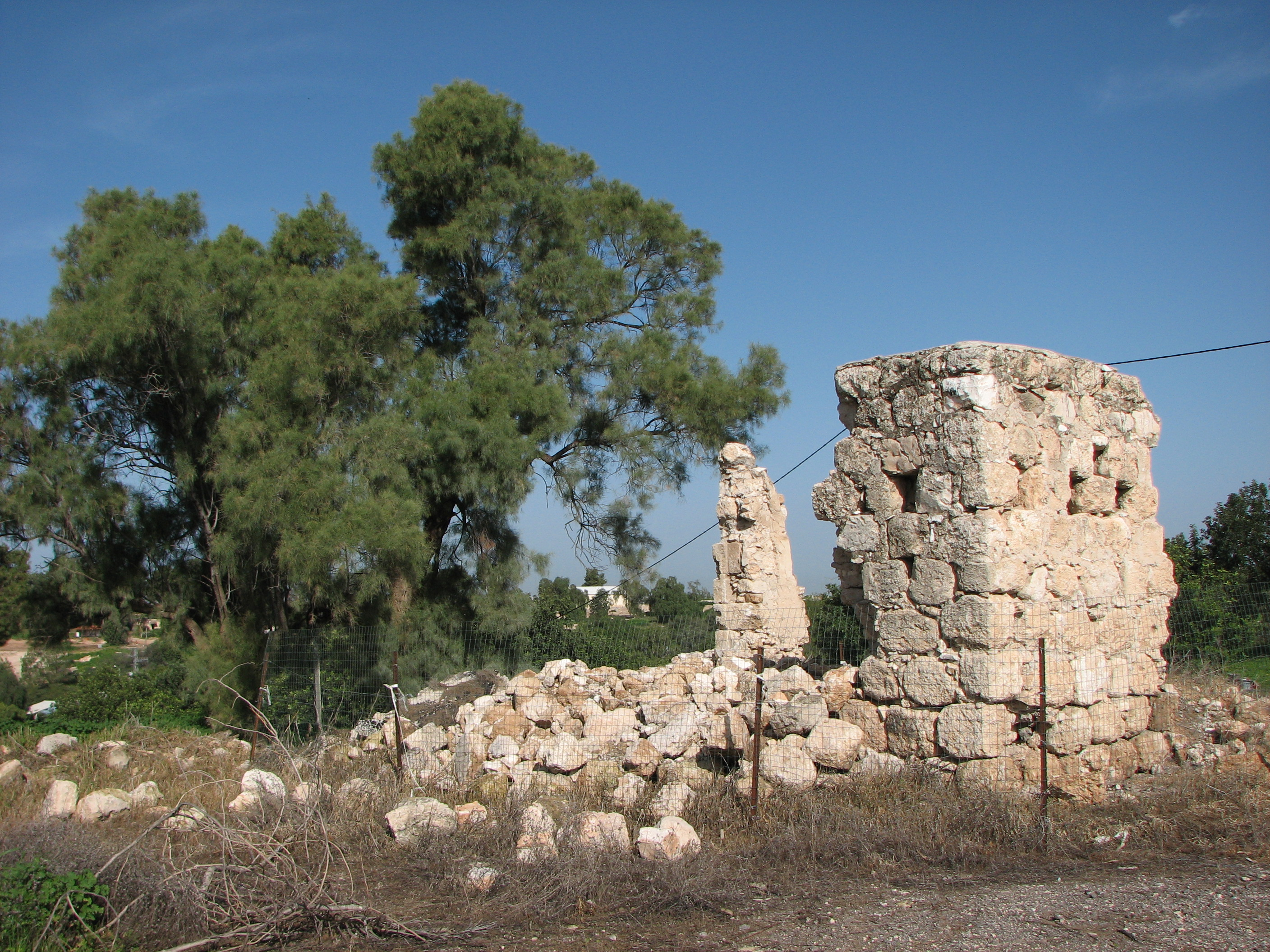
بناية في قرية خلدة،2010

خُلدة، قرية فلسطينية مهجرة تقع على بعد 12 كيلومتر (7.5 ميل) إلى الجنوب من الرملة في فلسطين الانتدابية. احتلت القرية في تاريخ 6 نيسان/ أبريل من عام 1948 على يد القوات العسكرية الصهيونية.

## القرية تاريخيًّا وجغرافيًّا
كانت القرية مبنية على تلّ منبسط القمة، مشرفة على مساحات واسعة من الجهات كلها. كما كانت تقع بالقرب من طريق عام يصل غزة بطريق الرملة- القدس العام، بينما كانت شبكة من الطرق الفرعية تصلها بالرملة وببضعة طرق عامة رئيسية. يُعتقد أن موقعها هو الموقع نفسه الذي كان الصليبيون يسمونه «هولدره» (Huldre).
في سنة 1596، كانت خلدة قرية في ناحية الرملة (لواء غزة)، وعدد سكانها 66 نسمة.
مرّ «روبنسون» بالقرية في سنة 1838، ووصفها بأنها «كبيرة». كما وُصفت خُلدة، في أواخر القرن التاسع عشر، بأنّها قرية مبنية من الحجارة والطين، قائمة على سفح تلّ، وفي ناحيتها الغربية بئر حجرية. كان سكانها كلّهم من المسلمين، لهم فيها مسجد، وكانوا يتزوّدون المياه للاستخدام المنزلي من بئرين تقعان إلى الشمال من القرية، يعملون في تربية المواشي وفي الزراعة البعلية؛ فيزرعون الحبوب وكميات قليلة من الخضروات.

## احتلال القرية وتطهيرها عرقيًّا
في 6 نيسان/أبريل 1948، عند بداية عملية نحشون، احتلت كتيبة من «الهاغاناه» خُلدة وقرية دير محيسن المجاورة لها. بعد أسبوعين من احتلال خُلدة، سُوّيت بالأرض في 20 نيسان/أبريل. يكتفي «تاريخ الهاغاناه» بالقول إنها احتُلّت «بلا قتال». بالإضافة لذلك، ظلّت المعارك تدور حول القرية في الأسابيع التالية، ولا سيما في الأسبوع الأخير من أيار/مايو؛ إذ امتدت الاشتباكات حول اللطرون إلى منطقة خلدة وتحوّلت إلى ما وصفته الصحافة بـ «أكبر صدام عرفته الحرب حتى ذلك التاريخ».

## القرية اليوم
لم يبقَ إلّا منزلان، تنتصب بينهما حيطان منزلين؛ ما زالت الدعائم الحديدية التي كانت تحمل سقفيهما معلقة بمداميك الحجر. أمّا الموقع فتغلب النباتات البرية عليه وتحجب أرضه.

## المستعمرات الإسرائيلية على أراضي القرية
في سنة 1948، أُنشئت مستعمرة «مشمار دافيد» على أراضي القرية، على بعد نصف كيلومتر تقريبًا إلى الغرب من موقعها. كما تقع مستعمرة «تل شاحر» في الجوار، على بعد كيلومترين إلى الجنوب من الموقع (ليست على أراضي القرية).

## معرض صور

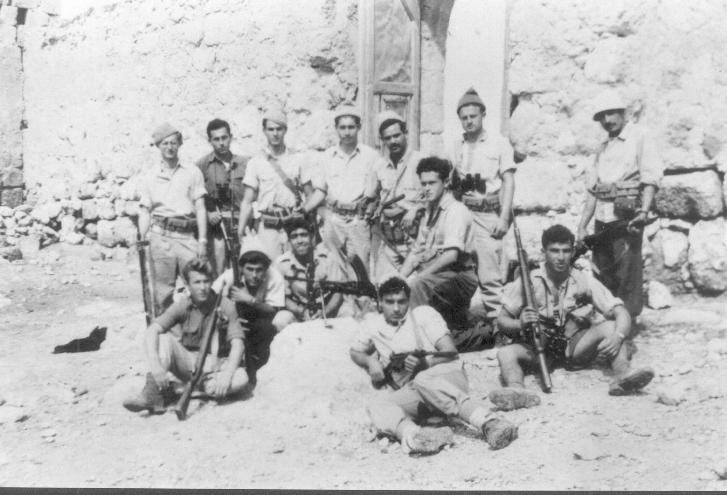
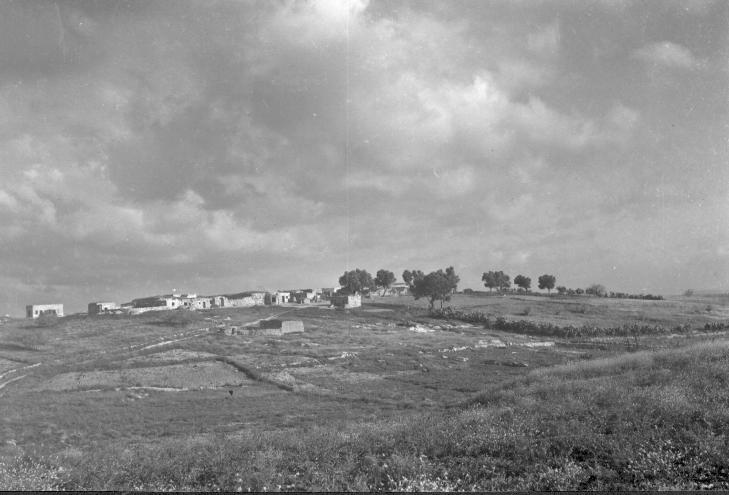
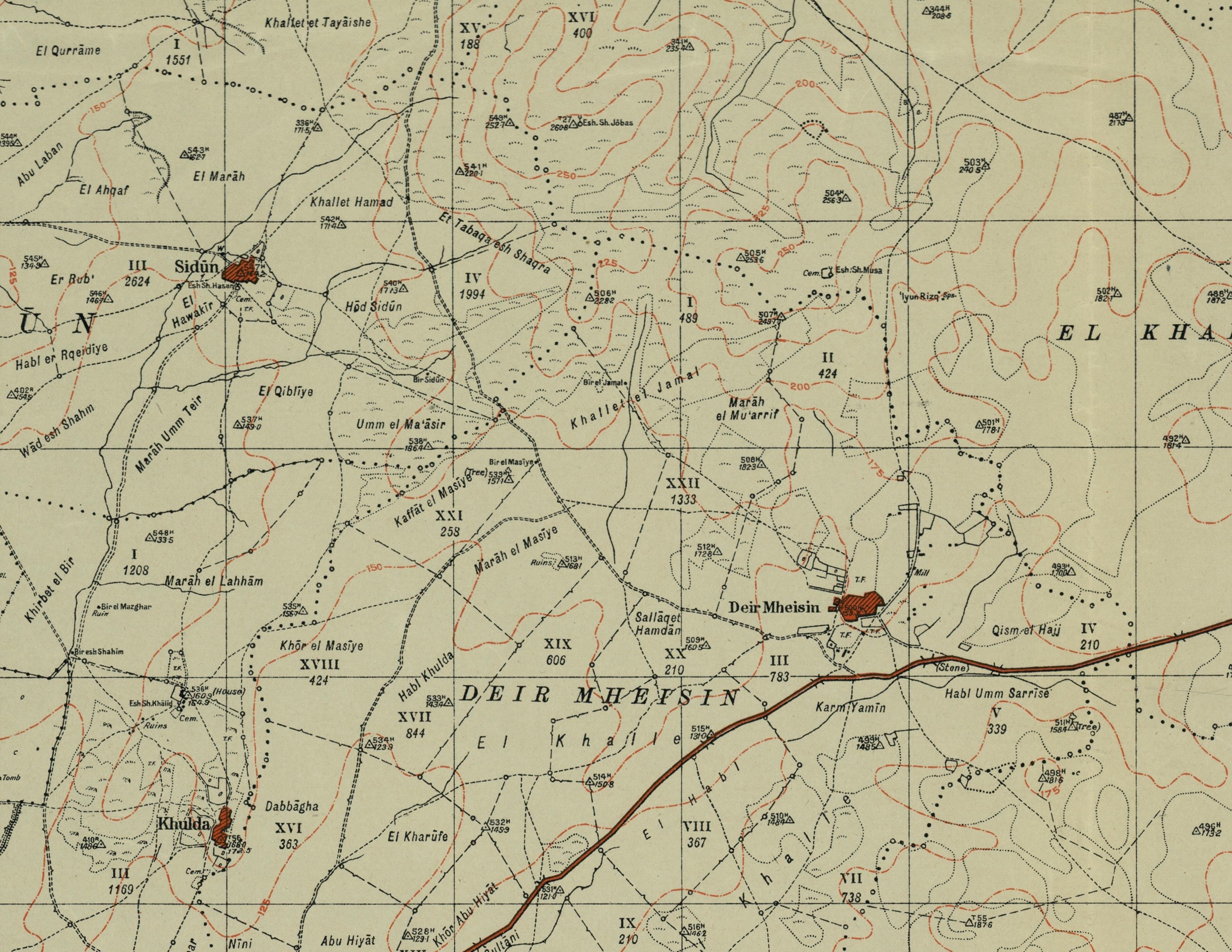
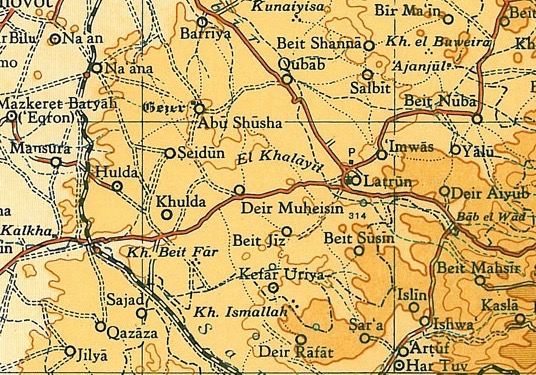